# Queen Elizabeth Range
Queen Elizabeth Range är en bergskedja i Antarktis. Den ligger i Östantarktis. Nya Zeeland gör anspråk på området. Arean är 17 800 kvadratkilometer.